# Ahmed Jaouachi
Ahmed Jaouachi (13 luglio 1975) è un ex calciatore tunisino, portiere.